# Tokyo Disneyland
Tokyo Disneyland (東京ディズニーランド Tōkyō Dizunīrando?, Disneyland de Tokyo) es uno de los dos parques temáticos que hay en el Tokio Disney Resort. Es el primer parque de Disney que fue construido fuera de los Estados Unidos y fue abierto el 15 de abril de 1983. Este parque se encuentra ubicado en la ciudad de Urayasu de la prefectura de Chiba. 
El parque fue construido por Walt Disney Imagineering con el mismo estilo del parque de California (Disneyland) y el de la Florida (Magic Kingdom). Lo coordina la Oriental Land Company, con licencia de The Walt Disney Company. Junto con su parque vecino, Tokio DisneySea, es el único parque que no es dirigido por la Walt Disney Company.
Hay siete áreas en el complejo, y cada una refleja un estilo diferente. Se compone: Bazaar World, las cuatro áreas clásicas de Disney: Adventureland, Westernland, Fantasyland y Tomorrowland, y dos mini áreas, Criteer's Country y Toontown de Mickey, el parque está diseñado para que sus espacios puedan ser utilizados por la cantidad de personas que lo visita día a día y que el parque recibe en incluso días fuera de atención- Tokio Disneyland era, hasta hace tres años, el parque temático más visitado del mundo, y su vecino Tokio DisneySea era el segundo.

## Dedicación
"Todos los que vengan a este lugar feliz recibirán una gran bienvenida. Aquí usted descubrirá las tierras encantadas de fantasía y aventura de ayer y hoy. Que Tokio Disneyland sea la fuente de eterna alegría, de risa, de inspiración, y de imaginación de la gente del mundo. Y puede que este reino mágico sea un símbolo de cooperación y de amistad entre las grandes naciones de Japón y los Estados Unidos de América."
E. Cardon Walker, 15 de abril de 1983

## Historia
La Oriental Land Company fue fundada en julio de 1960 con el fin de construir un gran predio de ocio así como de oficinas y residencias sobre un espacio marítimo aún no rellenado. La creación del espacio (rellenado) duró desde julio de 1964 hasta noviembre de 1975.
A partir de 1962, los responsables de la OLC sondearon a Walt Disney para construir un parque temático de la misma clase que Disneyland. Pero la construcción de una copia no autorizada del parque original conocida como * Nara Dreamland hizo que Disney rechazara la oferta.
Las negociaciones fueron reanudadas en 1974, lo que a menudo se toma como la fecha oficial del inicio de las negociaciones.
En abril de 1979, se celebró el acuerdo entre Walt Disney Productions y OLC con el fin de construir el primer parque Disney fuera en los Estados Unidos, Tokyo Disneyland.
Las obras comenzaron en diciembre de 1980 y fueron terminadas con la apertura del parque el 15 de abril de 1983.
El 1 de octubre de 1992, el parque abrió un gran número de nuevas atracciones, incluidas: Splash Mountain en Critter Country creada para la ocasión y Swiss Family Treehouse en Adventureland.
En 1996, Toontown abrió sus puertas ofreciendo el mundo de Mickey Mouse.
A continuación, sobre todo Tomorrowland y Fantasyland recibirían nuevas atracciones y restaurantes, como:
- MicroAdventure
- Buzz Lightyear' s Astro Blasters
- Pooh' s Hunny Hunt es una atracción sobre Winnie the Pooh. Construido en lugar de la estación de Skyway.
- Queen of Hearts Banquet Hall es un restaurante con tema de Alicia en el país de las maravillas.

## Áreas temáticas
Con solamente algunas excepciones, Tokio Disneyland posee atracciones similares a las encontradas en Disneyland Park y Magic Kingdom de Walt DisneyWorld Resort.

### Bazaar World
Imita a las características de una calle central de los Estados Unidos a principios del siglo XX. Cuando el ferrocarril recién había sido inventado, y los primeros vehículos circulaban las calles. Es similar al área de Disneyland, pero esta no posee la estación de Disneyland Railroad en el ingreso, y esta cubierta para que los visitantes estén resguardados de las fuertes lluvias clásicas de Tokio. 

#### Atracciones
- The Disney Gallery
- Penny Arcade
- Omnibus

### Fantasyland

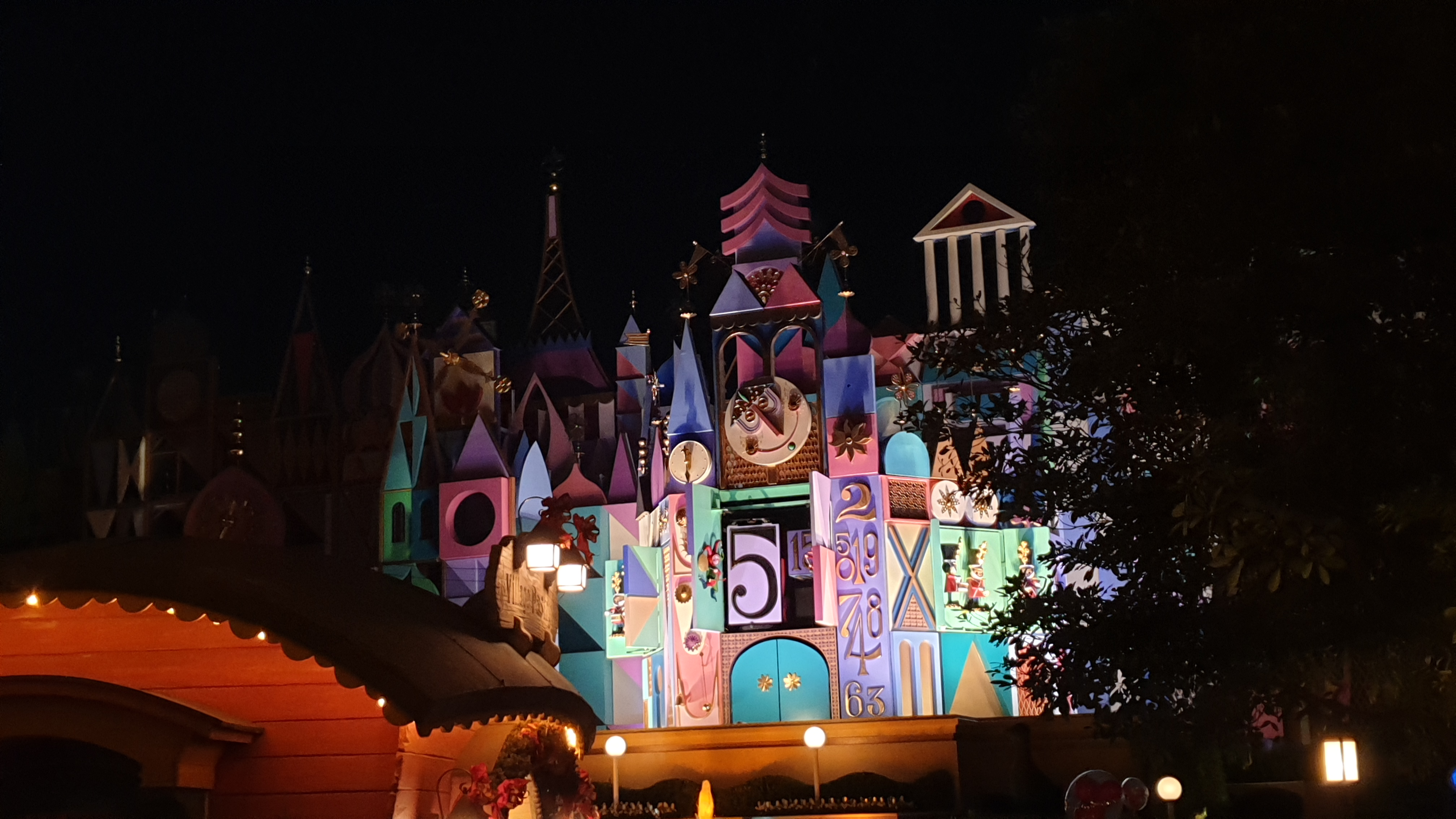
"It's a small world" en Fantasyland (diciembre de 2019).

El área está tematizada como un mundo de festivales medievales. En él se encuentra el icono del Tokyo Disney Resort (Cinderella Castle o Castillo de Cenicienta) similar al de Walt Disney World Resort. También en Fantasyland, uno puede encontrar la revista de Mickey Mouse una demostración musical de Audio-Animatronic. Esta atracción debutó originalmente en Walt Disney World en 1971; fue traducida a japonés y pasada más adelante a Tokyo Disneyland. (Mickey's PhillarMagic ocupa ahora un teatro). Antes dentro del castillo se ubicaba una atracción la cual involucraba una lucha entre los villanos de Disney y el público.

#### Atracciones
- Haunted Mansion Vestíbulo

Cuando las bisagras chirrían en las cámaras sin puertas. Cuando sonidos extraños y aterradores eco a través de los pasillos. Siempre que las luces de las velas parpadean cuando el aire es aún mortal ... Esa es la época en la que los fantasmas están presentes, practicando su terror con deleite macabra. - El Anfitrión Fantasma
Al entrar en la casa, nos recibe un pasillo mal iluminado. Siguiendo este pasillo, entramos en un vestíbulo, que cuenta con una chimenea a la izquierda. Hay una imagen colgando encima de la chimenea, que muestra a un hombre joven (posiblemente el propietario de la mansión). Nuestro " Anfitrión Fantasma " nos da la bienvenida y da su habitual juego. Mientras él está hablando, la imagen sobre la chimenea comienza a cambiar, mostrando las muchas edades del hombre hasta sus últimos días. Una de las paredes se abre al lado de la imagen, revelando una habitación octogonal.
La sala de estiramiento
Davisss
¡Bienvenidos, Mortales necios , a la Mansión Encantada! ¡Soy su anfitrión, su anfitrión del fantasma! Nuestro tour comienza aquí en esta galería. Aquí donde usted ve las pinturas de algunos de nuestros huéspedes, pues aparecieron en su estado corruptible, mortal. - El Anfitrión Fantasma
Esta habitación de dos pisos cuenta con cuatro fotos (estas fotos se parecen a fotos de Disneyland's Stretching Room, salvo por algunas diferencias). La pared que nos deja entrar a esta habitación se cierra inmediatamente, y las fotos en las paredes comienzan a estirarse. A medida que estas imágenes se extienden, se nos muestra el destino terrible de la gente en las imágenes. El anfitrión fantasma comienza entonces a decirnos que no estamos mucho mejor que la gente en estas imágenes: estamos atrapados dentro de esta habitación sin ninguna manera posible de escapar. "Bueno", afirma el anfitrión fantasma, "siempre está mi camino." De repente, el techo sobre nosotros desaparece, revelando un ático. En ese ático, se nos muestra colgado el anfitrión fantasma, como si se hubiese suicidado. Se escucha un grito y las luces se oscurecen.
A diferencia de las salas de estiramiento de California y París, que actúan como ascensores, la mansión embrujada de Walt Disney World no necesita llevar a sus huéspedes bajo tierra, bajo las vías del ferrocarril hasta un edificio de espectáculos. Sin embargo, el efecto Stretching Room resultó tan popular, que fue instalado en Florida - el techo de la habitación se estira hacia arriba, pero los invitados no se trasladaron a una planta baja. La Sala de Estiramiento se ha convertido en un elemento básico de las casas encantadas.
También debe notarse que hay una ligera diferencia entre los spiels de los parques americanos aquí. En Disneyland, The Ghost Host dice: "Nuestra gira comienza aquí en esta galería, donde se ven pinturas de algunos de nuestros huéspedes, ya que aparecieron en su corruptible estado mortal". Dice "dónde" como si fuera a decir "Aquí donde" pero fue cortado, y termina diciendo algo al efecto de "h-donde". En la versión de Florida de la mansión, este error ha sido corregido y el anfitrión del fantasma dice "aquí donde".
El área de carga
Oh, no quise asustarte prematuramente. Los escalofríos reales vienen más tarde. Ahora, como dicen, "parezca vivo", y continuaremos nuestro pequeño recorrido, y vamos a estar todos juntos, por favor. - El Anfitrión Fantasma
Habiendo dejado a nuestro ser mortal atrás, ahora somos capaces de viajar a través de las paredes y escapar de la sala de estiramiento. Nos encontramos con un largo pasillo, que conduce a una cola corta que se utiliza para abordar el Doom Buggies. El Spiel del anfitrión del fantasma se ha cortado por la mitad de la versión de Disneyland, sobre todo porque no hay nada mirar en los pasillos en la Florida y Japón, con una excepción; La sala de carga de la mansión de la Florida contiene siete de los retratos "Siniestro 11": El Incendiario, Jack el Destripador, El Marinero, El Hombre del Hacha, La Bruja de Walpurgis, Drácula y El Viejo. Los otros cuatro retratos: The Couple, December, The Opera Gafas Lady y Medusa se encuentran en otro lugar.
El pasillo del retrato
Pinhallway2
Arte conceptual para el nuevo pasillo de retrato.
No tire hacia abajo de la barra de seguridad, por favor, la bajaré para usted; Y preste atención a esta advertencia: los espíritus solo se materializarán si permanecen tranquilamente sentados en todo momento. Ah sí, y no hay imágenes de flash por favor. Los espíritus somos espantosamente sensibles a las luces brillantes. - El Anfitrión Fantasma
Después de abordar nuestros Doom Buggies, vamos bajo un aterrizaje que cuenta con una luz tenue velas. A continuación, entrar en el pasillo de retrato, que en Florida hasta 2007 , presentaron pinturas con los ojos que te siguen. En 2007, el Pasillo del Retrato fue renovado para ser una copia exacta de la de California (ventanas a un lado, imágenes que cambian cuando el rayo golpea al otro). También cuenta con un nuevo órgano.
La biblioteca
Nuestra biblioteca está bien provista de primeras ediciones inestimables, solo historias de fantasmas, por supuesto; Y los bustos de mármol de los escritores más grandes del fantasma que el mundo literario ha sabido nunca. - El Anfitrión Fantasma
Dejando atrás el pasillo, entramos en una biblioteca. Hay cientos de libros aquí, algunos de ellos sacados de sus estantes, sin nadie a la vista. La escalera de libro se desliza a través de una viga en la parte superior de las estanterías de libros por sí mismo, y las sillas de la roca de ida y vuelta. Solo nos quedamos en la biblioteca por unos momentos, y luego nos trasladamos a la sala de música.
Cabe señalar que la biblioteca es la única escena en Florida y Japón que no está en Anaheim o París.
La sala de música
Todos se han retirado aquí a la mansión encantada. En realidad, tenemos 999 lugares felices aquí, pero hay espacio para mil. ¿¿Algún voluntario?? Hmm? - El Anfitrión Fantasma
Dejando la biblioteca detrás, entramos en una gran sala que cuenta con una escalera, un gran winow, y un piano. Tras una estrecha inspección, nos damos cuenta de que el piano en sí está interpretando una interpretación obsesiva de la canción Screaming . A una inspección aún más cercana, vemos una sombra en el suelo que parece estar tocando el piano.
Hasta 1994, Anaheim no tenía una sala de música. Esto fue cambiado durante una renovación, en la que el pianista fue trasladado al ático.
La escalera
Pinstairs2
Concepto de arte de la escena de la nueva escalera.
Bueno, si decides unirte a nosotros, los arreglos finales se pueden hacer al final del tour. Una encantadora "ghostess" estará a mano para tomar su solicitud. - El Anfitrión Fantasma
Salimos de la sala de música y subimos por una escalera, exactamente la misma escalera que comenzamos nuestro viaje en Anaheim y París. Sin embargo, la escalera utilizada aquí cuenta con muchas otras escaleras, así, cada uno va en una dirección diferente. Algunos están al revés, algunos están inclinados, y algunos cuentan con velas, así como las entradas a las puertas. Antes de 2007 en Florida, justo después de que usted subió la escalera que vio arañas gigantes en spiderwebs a ambos lados de usted antes de entrar en el Corredor de Puertas. Estos fueron reemplazados por los ojos parpadeantes que se desvanecen en el efecto de papel tapiz que está en su lugar ahora, aunque las arañas permanecen en la versión de Tokio. Las arañas en la versión de Magic Kingdom fueron repintadas para parecer más exóticas, y hacer una reaparición en Jungle Cruise . También había conceptos antiguos circulando esta área que tendría el área mucho más plagada de telarañas con un cadáver o un hombre gritando, con el hombre gritando que se rumoreaba que había estado en el paseo, pero rápidamente eliminado debido a ser demasiado atemorizante. Los conceptos para el cadáver atrapado en telarañas existen, aunque la existencia del hombre que grita nunca ha sido confirmada.
Estas escaleras parecen asombrosamente similares a la pintura de la " relatividad " de MC Escher, en la cual las escaleras están everwhere y parecen desafiar la física y la perspectiva. Las escaleras son también un shoutout a la casa de misterio de Winchester en San José, California. La Casa Misteriosa en sí es una gran mansión como un laberinto en la que las escaleras parecen no conducir a ninguna parte, las puertas se abren a las paredes, y un montón de habitaciones parecen ser falsas debido a la creencia supersticiosa del propietario original. Walt Disney había visitado originalmente la casa y tenía una idea para una sala de desafíos de física para su proyecto de atracción embrujada (que más tarde se convirtió en la mansión embrujada). Coincidentemente, la casa de misterio de Winchester también se considera embrujada.
Los spoilers terminan aquí.
Otras diferencias
Desde allí, el paseo es casi exactamente igual que las versiones de Anaheim y París. Aquí hay algunas diferencias más.
El anfitrión del fantasma tiene la narración adicional que pasa con el pasillo de puertas e incluso introduce a Madame Leota . En Florida, deja de hablar en "... Shh, escucha." Y comienza a hablar en "Los lugares alegres han recibido sus vibraciones comprensivas ..." Sin embargo, la narración adicional de Disneyland fue quitada, pues la atracción no se abrió con estas pistas en el primer lugar.
Hasta 1994, todos los áticos en la mansión encantada (versiones de stateside) eran iguales. En 1994, el pianista que se muestra en Florida fue agregado al ático en Disneyland y jugó una interpretación escalofriante de la Marcha de la Boda, para ayudar a igualar el tema de La Novia en el ático. Los fantasmas emergentes recibieron top sombreros y trajes y empezaron a gritar "¡Hago!", Burlándose de La Novia gritando las palabras que ella nunca fue capaz de decir. En 2006, la escena del ático de la mansión de Disneyland fue reconstruida y la trama de la atracción retrachada. La Novia y los fantasmas emergentes fueron sacados, y se puso una nueva novia. Un hacha aparecía de vez en cuando en manos de la Novia, jugando con el hecho de que la nueva Novia supuestamente era una "Viuda Negra" Sus maridos ricos por su dinero. La versión de Florida de la atracción ha recibido a la nueva novia, pero Tokio Disneyland no tiene. La actriz de voz Kat Cressida proporciona la voz de la nueva novia, llamada Constance.
A medida que se desciende de la ventana del ático en Disneylandia, se ven árboles altos y muertos similares a los de las aventuras asustadizas de Blancanieves con perillas y agujeros como caras y sus ramas en forma de brazos y dedos, "alcanzando" a los invitados. Contrariamente a la creencia popular, estos árboles no se mueven. La posición en la que se encuentran sugiere movimiento, pero los árboles no se mueven. Orlando's Mansion también tiene estos árboles, pero menos las "caras". Los árboles en la Florida también no están tan bien definidos que los de California, por lo que es fácil perderse.
Las estrellas en la escena del cementerio de Disneyland son de fibra óptica (similar a los utilizados en la versión de Disneyland del vuelo de Peter Pan ). Hasta la remodelación de 2007, en la que las estrellas del cementerio de Walt Disney World se actualizaron también en fibra óptica, las estrellas eran pegatinas brillantes en la oscuridad.
El fantasma encapuchado en el mausoleo justo antes de llegar al cantante de la ópera tiene su mano izquierda en forma de un Mickey ocultos en la versión de Florida. El Disneyland Hooded Phantom tiene ambos brazos a su lado.
Little Leota es parte de la versión de Florida del paseo, antes de bajar. Ella está cantando "Regresa, vuelve, no olvides tu ... certificado de defunción." En California, usted la ve mientras sube una rampa en movimiento.
Después de ver a Little Leota mientras está saliendo de la versión de Florida, el anfitrión del fantasma tiene instrucciones finales de seguridad para usted: "¡Ahora, levantaré la barra de seguridad y un fantasma te seguirá a casa! paso." En Disneylandia, la fantasía del anfitrión del fantasma termina con "¡Le han seleccionado para llenar nuestra cuota, y le perseguirán hasta que usted vuelva! ¡Muahahahahahaha!" Con otra persona haciendo una salida spiel.
En Florida, usted camina a través de otro pasillo para salir de la mansión, caminando más allá de las puertas etiquetadas "cuartos del sirviente". Fuera, se pasa por un mausoleo, con un monumento a Barba Azul. A continuación, pasar un cementerio de mascotas antes de salir justo en frente de la tienda Memento Mori . En Disneyland, la salida te deja en la misma calle que entró en la mansión de (como si nada ocurriera), trayendo la experiencia de círculo completo.
Walt Disney World's Mirror Finale con los fantasmas de autostop ha sido virtual desde 2012 con la tecnología de reconocimiento facial. A partir del 17 de abril de 2016, los fantasmas de autostop ahora reconocen su nombre si usted está usando una banda mágica, utilizando la tecnología NFC. Los fantasmas pueden tomar su nombre y ponerlo en un epitafio de lápida.
- Snow White's Adventures Igual que las demás reencarnaciones de la famosa atracción.

- Peter Pan's FlightIgual que las demás reencarnaciones de la famosa atracción.

- Pinocchio's Daring Journey Igual que las demás reencarnaciones de la famosa atracción.

- Mickey's Philharmagic Película en 3-D que explora muchas de las canciones más queridas de todos los tiempos de Disney. Abrirá en el año 2010 en el teatro que actualmente ocupa The Mickey Mouse Revue, atracción que se localizaba originalmente en el Magic Kingdom en Orlando.

- Dumbo the Flying Elephant Igual que las demás reencarnaciones de la famosa atracción.

- Castle Carrousel Igual que las demás reencarnaciones de la famosa atracción.

- It's A Small World Esta versión de la atracción muestra una arquitectura más colorida y además su abordaje es dentro del edificio.

- Alice's Tea Party Igual que las demás reencarnaciones de la famosa atracción.

- Pooh's Hunny Hunt Una de las atracciones más innovadoras del parque usa una tecnología nunca antes usada en una atracción que no tiene una vía sino que se mueve por medio de sensores. Todas las veces que uno se sube en ella serán diferentes.

### Critter Country

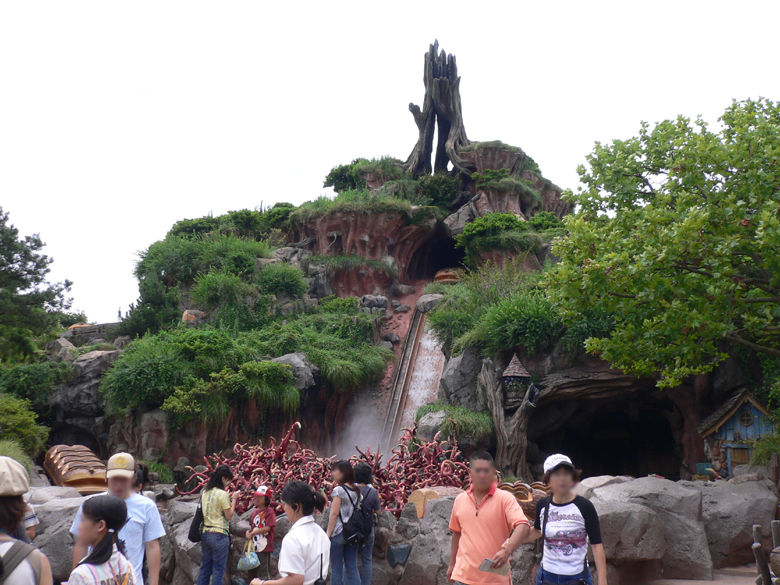
Splash Mountain en Critter Country. El área fue creada exclusivamente para esta atracción.

El área está basada en la original ubicada en Disneyland. Esta representa los clásicos bosques del Pacífico norte. Por esto el área se hace más tranquila. Esta área fue abierta exclusivamente debido a que se construiría la atracción Splash Mountain.

#### Atracciones
- Splash Mountain
- Beaver Brothers Explorer Canoes

### Toontown
Toontown es la única área de Disney basada únicamente en una película: ¿Quién engañó a Roger Rabbit?. Es similar a la de Disneyland, nada más que de cierta forma las atracciones se encuentran ubicadas de diferente forma.

#### Atracciones
- Roger Rabbit's Car Toon Spin
- Gadget's Go Coaster
- Chip 'n Dale's Treehouse
- Mickey's House
- Minnie's House
- Donald's Boat
- Goofy's Bounce House
- Toon Park
- Jolly Trolley

### Adventureland

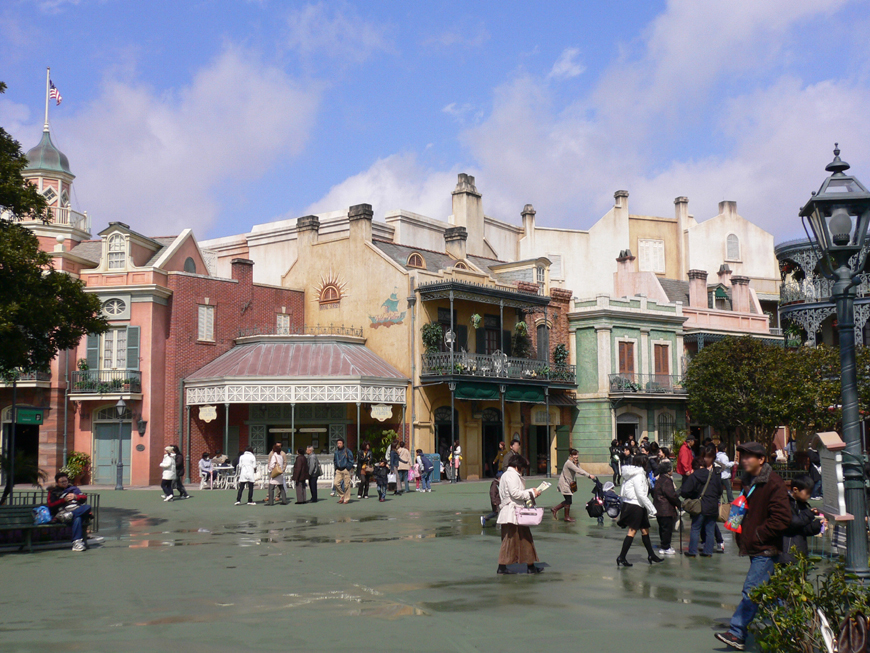
Adventureland muestra su cara estilo revolucionaria.

Diferente a sus parques vecinos, Tokio Disneyland no posee un ferrocarril que lo bordea. Hay, sin embargo, una atracción en Adventureland llamada Western River Railroad, pero no se puede utilizar para viajar de un área del parque a otra; hace una pequeña excursión desde Adventureland a Frontierland. El área estaría dividida imaginariamente en una parte salvaje, y otra de un estilo revolucionario similar a New Orleans Square, en la que hay atracciones tales como Pirates of the Caribbean. En la parte salvaje, se encuentran las atracciones Jungle Cruise y The Encanted Tiki Room, además está decorada con pintorescas cascadas.

#### Atracciones
- Pirates of the Caribbean
- Jungle Cruise
- Western River Railroad. Es el único tren que no da la vuelta completa al parque debido a las leyes que hay en Japón con respecto a los ferrocarriles.
- Swiss Family Treehouse
- The Enchanted Tiki Room, Stitch Presents: Aloha E Komo Mai!. La más nueva encarnación de la popular atracción, pero en esta ocasión Stitch se ha unido al famoso grupo de pájaros para darle al público el mejor espectáculo de sus vidas.

### Tomorrowland
Da la idea de un mundo futuro, copila atracciones como Star Tours, Space Mountain y Grand Circuit Raceaway, que posee a su gemelos en otros parques como Hong Kong Disneyland nada más que con otro nombre. El área original en Disneyland, que fue abierta en 1955, tenía atracciones del futuro que en el presente ya son posibles, por lo que fue modificada, en cambio la infraestructura de la versión de Tokio no lo permite por lo cual resulta mucho menos emocionante que Mickey's Toontown o Adventureland. 
En el año del 2009 una nueva atracción llamada Monsters, Inc. Ride and Go Seek ocupará el lugar de la atracción ya cerrada Meet the World. Para la construcción de Monsters, Inc. se derrubó en su totalidad el edificio anterior y se volvió a construir desde el principio. Compartirá tecnología que se desarrolló para Toy Story Midway Mania que debutó en Disney's California Adventure y Disney's Hollywood Studios.

#### Atracciones
- Space Mountain
- Star Tours
- MicroAdventure!
- Buzz Lightyear's Astro Blasters
- StarJets
- Grand Circuit Raceway
- Starcade
- Monsters, Inc. Ride and Go Seek (2009)

### Westernland

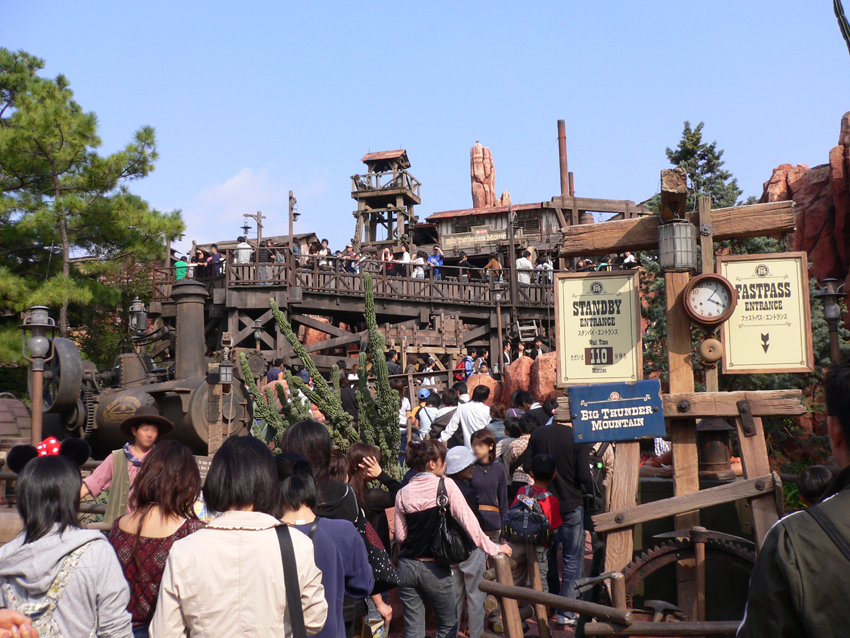
El ingreso a Big Thunder Mountain en Frontierland.

El área de Tokyo Disneyland, es muy superior a otras. La tematización está muy bien lograda, por lo que resulta muy atrayente para los visitantes. El nombre fue cambiado por Westernland, debido a que sería más fácil de entender por los japoneses. 

#### Atracciones
- Big Thunder Mountain
- Country Bear Theater
- Mark Twain Riverboat
- Tom Sawyer Island Rafts
- Westernland Shootin' Gallery

## Trivia
En mayo de 2001, Kim Jong-nam, hijo mayor de Kim Jong-il (presidente de Corea del Norte), fue arrestado en el aeropuerto internacional de Narita mientras viajaba con un pasaporte falso. Él declaró que planeó visitar Disney pero la opinión popular declaró que no.